# Beautiful Nebraska
Beautiful Nebraska (en español: Hermosa Nebraska) es el himno regional del estado estadounidense de Nebraska. La música fue compuesta por Jim Fras en 1960 y la letra fue escrita por Jim Fras y Guy G. Miller, antes de ser adoptada como canción estatal de Nebraska en 1967.

## Letra
Beautiful Nebraska,

Peaceful prairie land.

Laced with many rivers,

And the hills of sand.

Dark green valleys

Cradled in the earth.

Rain and sunshine

Bring abundant birth.

Beautiful Nebraska,

As you look around,

you will find a rainbow

Reaching to the ground.

All these wonders

By the Master's hand,

Beautiful Nebraska land.

We are so proud of this state where we live.

There is no place that has so much to give.

Beautiful Nebraska,

As you look around,

You will find a rainbow

Reaching to the ground.

All these wonders

By the Master's hand,

Beautiful Nebraska land.

### Enespañol:
La hermosa Nebraska,

Tierra de pradera pacífica.

Atravesado por muchos ríos,

Y las colinas de arena.

Valles de color verde oscuro

Acunado en la tierra.

Lluvia y sol

Trae nacimiento abundante.

La hermosa Nebraska,

Mientras miras a tu alrededor,

Encontrarás un arcoíris

Llegando al suelo.

Todas estas maravillas

De la mano del Maestro,

Hermosa tierra de Nebraska.

Estamos muy orgullosos de este estado donde vivimos.

No hay ningún lugar que tenga tanto que dar.

La hermosa Nebraska,

Mientras miras a tu alrededor,

Encontrarás un arcoíris

Llegando al suelo.

Todas estas maravillas

De la mano del Maestro,

Hermosa tierra de Nebraska.